# Szabó János (görögkatolikus főpap)
Kereszteleki Szabó János (Dengeleg, 1836. augusztus 16. – Szamosújvár, 1911. május 1.) a Szamosújvári görögkatolikus egyházmegye püspöke, római gróf, pápai trónálló, a császári és királyi Felségének valóságos belső titkos tanácsosa, a Ferenc József-rend nagykeresztese, Szamosújvár díszpolgára.

## Életpályája
A gimnáziumot Nagyváradon, a teológiát 1853-tól Rómában végezte el. 1859. július 26-án teológiai doktor lett. 1859. november 4-én Nagyváradon pappá szentelték. 1867. május 15-én nagyváradi kanonok lett. 1879. február 14-én szamosújvári püspök lett. 1879. május 15-én Pável püspök Nagyváradon püspökké szentelte. 1879. augusztus 18-án iktatták be. 1882. november 4-én egyházmegyei zsinatot tartott, melyen határoztak a lelkészek kötelességeiről, a szentségek kiszolgáltatásáról. 1885-ben "valódi belső titkos tanácsadóvá" nevezték ki. 1890-ben kérésére a Vallási- és Közoktatásügyi Minisztérium a püspöki székházul szolgáló bérházat a püspökség számára megvette. Sírja a szamosújvári székesegyházban van. Utóda 1911-től Vasile Hossu lett.

## Díjai
- Ferenc József-rend középkeresztje (1881)
- Ferenc József-rend nagykeresztje (1883)
- Szamosújvár díszpolgára